# استاد لاف زدن (فیلم)
«استاد لاف زدن» (انگلیسی: Bluff Master (film)) یک فیلم است که در سال ۱۹۶۳ منتشر شد. از بازیگران آن می‌توان به شامی کپور و پران اشاره کرد.